# Saint-Cyr (film)
Saint-Cyr è un film del 2000 diretto da Patricia Mazuy e tratto dal romanzo La maison d'Esther di Yves Dangerfield. 
Fu presentato nella sezione Un Certain Regard del 53º Festival di Cannes.

## Riconoscimenti
- 2001 - Premio César
  - Migliori costumi